# آهنگ موردعلاقه (صداشو زیاد کن)
«آهنگ موردعلاقه (صداشو زیاد کن)» (به انگلیسی: Jam (Turn It Up)) نخستین تک‌آهنگ از شخصیت تلویزیونی کیم کارداشیان می‌باشد که در ۲ مارس سال ۲۰۱۱ بر روی آی‌تیونز استور منتشر شد و نیمی از سود ترانه به بیمارستان تحقیقاتی اطفال سنت جود اهدا شد. همچنین این ترانه با آوازهای د-دریم در پشت‌زمینه همراه‌است. کارداشیان مدت کمی بعد از انتشار ترانه خاطر نشان کرد که به این زودی‌ها قصد ساخت یک آلبوم کامل را ندارد و سال‌ها بعد اعتراف کرد از ضبط ترانه پشیمان شده‌است.

## فهرست ترانه‌ها
- دانلود دیجیتال[۱]

1. «آهنگ موردعلاقه (صداشو زیاد کن)» – ۴:۳۵

## جدول‌ها
| جدول (۲۰۱۱)                               | جایگاه |
| ----------------------------------------- | ------ |
| بابلینگ آندر هات ۱۰۰ بیلبورد ایالات متحده | ۱۷     |